# Saint-Sylvestre-Pragoulin
Saint-Sylvestre-Pragoulin település Franciaországban, Puy-de-Dôme megyében. Lakosainak száma 1065 fő (2022. január 1.). Saint-Sylvestre-Pragoulin Brugheas, Hauterive, Saint-Yorre, Bas-et-Lezat, Randan, Saint-Priest-Bramefant és Villeneuve-les-Cerfs községekkel határos.

## Népesség
A település népessége az elmúlt években az alábbi módon változott:
| Lakosok száma | 1085 | 1081 | 1096 | 1085 | 1083 | 1076 | 1069 | 1067 | 1065 |
|               | 2013 | 2015 | 2016 | 2017 | 2018 | 2019 | 2020 | 2021 | 2022 |